# وديع اسمندر
وديع أسمندر (18 كانون الأول 1942 - 26 تموز 2016)، روائي وسينارست سوري.

## حياته
ولد وديع مرشد اسمندر في قرية الزيادية بمحافظة اللاذقية يوم 18 كانون الأول 1942م، أستشهد والده عام 1948 بفلسطين ودفن فيها، فعاش وديع اليتم مبكراً.
درس التاريخ والصحافة في جامعة دمشق، وهو عضو إتحاد الصحفيين السوريين. نشر نتاجه الأدبي بمجلة المعرفة. كانت رواية اللبش باكورة أعماله الأدبية عام 1979م، كتب الرواية و القصة القصيرة و المقالة و الشعر، كما دخل عالم دراما مؤلفاً لعديد النصوص الإذاعية والتلفزيونية والسينمائية. دخل السجن سنة 1980م و بقى فيه لمدة 6 سنوات حتى خروجه عام 1986م.

## أعماله
تنوع نتاجه الأدبي ما بين القصة القصيرة والمقالة والرواية والشعر والنثر وكتابة النصوص الدرامية.

### في الأدب:
- «اللبش» رواية.
- «دموع السقف الحجري» رواية.
- «سيرة رجل ما» رواية.
- «الخميس الحزين» رواية.
- «الكأس» رواية
- «حريق في مدينة قذرة» رواية.
- «الرأس» ديوان شعر.
- «الثعلب» قصص لليافعين.

### مسرح
- «شهيد للبيع».
- «الرجل العاري».

### مسلسلات
- «الناس والبحر والحب» مسلسل إذاعي.
- «حكاية حبة رمل» مسلسل إذاعي.
- «عشرة عمر يا بحر» مسلسل إذاعى بمشاركة مع محمود عبد الكريم.
- «عطر البحر» مسلسل تلفزي.
- «عودة مسافر» مسلسل تلفزي.
- «رجل بلا حدود» مسلسل تلفزي.
- «الزيزفون» مسلسل تلفزي.
- «القاضي والجلاد» مسلسل تلفزي.
- «الشمعة والدبوس» مسلسل تلفزي.
- «حارة الباشا» مسلسل تلفزي.
- «المحاكمة». ثلاثية تلفزيونية.

### السينما
- «النجمة وأحلام أسامة» فيلم سينمائي مخصص للأطفال.

## وفاته
توفى مساء يوم الثلاثاء 26 تموز / يوليو 2016م بمدينة جبلة عن عمر ناهز 74 عاما أثر إصابته بمرض السرطان.